# 남산의 부장들
《남산의 부장들》은 10·26 사건을 모티브로 2020년 1월 22일에 개봉한 대한민국의 영화이다.

## 줄거리
1970년대 대한민국은 중앙정보부(KCIA), 즉 정부의 어떤 부서보다도 우위에 있는 조직을 통제하는 박 대통령의 절대적인 통치 아래 놓여 있다. 중앙정보부장 김규평은 거의 2인자이지만, 대통령 경호실장과 경쟁 관계에 놓여 있다. 공포 정치 속에서 정부의 불법적이고 모호한 운영에 대해 모든 것을 알고 있는 전 중앙정보부장 박용각은 망명하여 미국 의회 앞에서 증언하며 코리아게이트 조사에 물꼬를 튼다. 긴장이 고조되면서 권력을 열망하는 자들의 숨 막히는 정치적 책략이 폭발적으로 충돌한다.

## 구성
전 중앙정보부장 박용각은 미국 상원 위원회 조사에서 대한민국 박 대통령에 대해 증언한다. 박용각이 정권에 대한 원고를 출판하겠다는 위협을 가하자 대한민국 박 대통령은 현 중앙정보부장 김규평을 보내 박용각이 원고를 출판하는 것을 막도록 한다. 김규평은 워싱턴으로 가서 박용각을 만나 원고를 요구한다. 박용각은 원고를 넘겨주지만, 박 대통령이 역외 스위스 계좌로부터 재정적 지원을 받고 있다는 암시를 통해 대통령의 부패를 시사한다.
임무를 완수한 김규평은 대한민국으로 돌아오고, 그 결과 박 대통령의 경호원인 곽상철과 갈등을 겪게 된다. 대통령에 대한 도청 계획이 발각되고, 김규평은 대통령 집무실 수색 현장에 있는 한 교수를 의심하게 된다. 심문을 통해 김규평은 중앙정보부 요원이 자신의 명령 없이 행동했다는 것을 알게 된다. 그는 요원 함대용을 파리로 보내 상황을 더 조사하게 한다.
파리에서 함대용은 도청을 통해 중앙정보부 요원이 독자적으로 행동한 것이 아니라 곽상철의 명령을 받았다는 것을 알아낸다. 이를 통해 곽상철이 파리를 방문할 예정인 박 전 중앙정보부장의 암살을 지시했다는 것이 밝혀진다. 이 무렵 박 대통령은 김규평 부장에게 박 전 중앙정보부장을 마음대로 처리할 수 있는 자유를 준다. 김규평은 곽상철에게 뒤지지 않기 위해 박용각을 살해하기로 결심한다.
파리에서 박 전 중앙정보부장을 암살하려는 두 개의 다른 팀이 그를 죽이기 위해 준비한다. 곽상철의 팀은 박용각을 그의 방으로 유인하려 하고, 김규평의 팀은 그를 납치한 후 살해하려 한다. 미끼로 사용된 박용각의 보좌관 데보라 심의 도움으로 김규평 부장의 팀이 박 전 중앙정보부장을 먼저 붙잡아 파리 밖으로 몰아낸다. 그러나 박용각은 잠시 근처 마을로 탈출하지만, 함대용에게 추적당해 즉시 살해당한다. 함대용은 박용각의 시신을 닭 농장의 파쇄기인 해머 밀에서 갈아서 닭 사료로 만들어 버렸다.
그러나 박 대통령은 김규평의 처리에 불만을 표하며, 김규평이 박용각이 조달한 것으로 보이는 훔쳐진 자금 문제를 해결하지 못했다고 지적한다. 그 결과 김규평과 박 대통령의 우정은 더욱 악화되고 박 대통령은 김규평을 불신하기 시작한다. 박 전 중앙정보부장이 자신의 친구였기에 살인으로 깊이 고뇌하던 김규평은 스트레스로 인해 무너지기 시작한다.
박 전 중앙정보부장 살해 얼마 후, 박 대통령과 그의 행정부는 부산과 마산에서 발생한 민주화 시위와 이 시위가 서울로 확산될 수 있다는 우려로 새로운 문제에 직면한다. 곽상철은 강경책을 취하며 강력하고 신속한 군사 개입과 계엄령 선포를 권고한다. 김규평은 보다 온건한 접근 방식을 제안하며 박 대통령에게 계엄령 선포를 피하도록 촉구한다. 박 대통령은 곽상철의 의견을 선호하여 계엄령 선포를 강행한다.
이후 김규평은 박 대통령이 연회를 열지만 자신은 초대하지 않고 곽상철을 초대했다는 말을 듣는다. 김규평은 그럼에도 불구하고 가서 박 대통령과 곽상철의 대화를 엿듣고, 박 대통령이 김규평을 교체할 것을 고려하고 있다는 것을 알게 된다. 다시 한번 박 대통령은 부하에게 그들이 원하는 대로 할 수 있는 허락을 주는데, 이번에는 곽상철이다.
10월 26일, 박 대통령은 삽교의 댐 준공식에서 테이프 커팅 행사를 하고 있다. 김규평은 헬리콥터에서 박 대통령과 곽상철에게 합류하려 하지만, 곽상철이 그를 막는다. 화가 난 김규평은 부하들에게 전화를 걸어 무언가를 계획할 의도를 밝힌다. 그날 밤, 박 대통령은 김규평을 저녁 식사에 초대한다. 일종의 사과를 위한 것이었지만, 김규평은 마음이 움직이지 않는다.
저녁 식사 중 김규평은 권총을 가지러 나가 부하들과 만나 박 대통령을 죽이겠다고 말한다. 방으로 돌아오자 대화는 격렬해진다. 결국 김규평은 곽상철의 팔을 총으로 쏴 부상을 입힌다. 그는 이어서 박 대통령에게도 총을 쏜다. 이 일이 일어나는 동안, 김규평의 부하들은 저녁 식사가 열리고 있는 건물에 대한 조직적인 공격을 감행하여 남아있는 경호원들을 사살한다. 김규평은 곽상철을 마무리하려 하지만, 권총이 걸려서 다른 요원에게서 다른 총을 가져오기 위해 방을 떠날 수밖에 없게 된다. 이때 불이 꺼졌다가 다시 켜진다. 그는 방으로 돌아와 곽상철을 쏴 죽이고 박 대통령의 머리에 총을 쏴 살해한다.
김규평은 부하들과 공격 당시 건물에 있던 저명인사들과 함께 재빨리 떠난다. 그는 남산으로 갈 것인지 육군본부로 갈 것인지 선택권을 부여받는다. 암살을 목격한 대통령 비서실장은 육군본부로 가라고 제안한다. 김규평은 스크린이 검게 변하면서 이를 고려한다. 스크린이 검게 변한 후, 김규평이 육군본부에서 체포되어 대통령 암살의 범인으로 교수형에 처해졌다는 자막이 나타난다. 영화는 김규평이 육군본부로 차를 몰고 가서 붙잡혔다는 문구로 끝난다. 실제 전두혁의 모델인 전두환의 목소리와 실제 김규평의 모델인 김재규의 목소리가 나온다.

## 기타
영화에서 군복입은 전두환이 청와대 금고의 돈을 다루는 장면이 나오는데, 합동수사 본부장이 재임시에 청와대에서 발견된 돈을 자기 마음대로 집행하였다는 지적과 관련된 사한이다.
김충식의 남산의 부장들 책이 원본으로, 각색된 요소가 있다.

## 캐스팅
- 이병헌 : 김규평 역(한자 : 金規泙)
- 이성민 : 박통 역
- 곽도원 : 박용각 역(한자 : 朴勈愨)
- 이희준 : 곽상천 역
- 김소진 : 데보라 심 역
- 서현우 : 전두혁 역
- 지현준 : 함대용 역
- 박성근 : 강창수 역
- 박지일 : 김계훈 역
- 이태형 : 유동훈 역(한자 : 柳董暈)
- 주석태 : 신익치 역
- 이도국 : 의전과장 역
- 김승훈 : 임 교수 역
- 김민상 : 장승호 역
- 이양희 : 김 의원 역
- 정미형 : 여가수 역
- 조혜주 : 여대생 역
- 김명선 : 장 마담 역
- 이하영 : 작은마담 역
- 전우재 : 중정요원 1 /박용각 대역
- 손병욱 : 중정요원 2 역
- 윤충 : 경호처장 역
- 염석무 : 경호부처장 역
- 박현우 : 경호원 1 역
- 김태훈 : 경호원 2 역
- 최재훈 : 경호원 3 역
- 조영규 : 경호원 4 역
- 이수광 : 궁정동 안가요원 1 역
- 박기만 : 궁정동 안가요원 2 역
- 엄지만 : 궁정동 안가요원 3 역
- 천명재 : 궁정동 안가요원 4 역
- 김낙균 : 궁정동 안가요원 5 역
- 김용우 : 궁정동 안가요원 6 역
- 천재홍 : 청와대 비서관 1 역
- 김지나 : 청와대 비서관 2 역
- 이태호 : 청문회 통역사 역
- 정종우 : 박부장 경호원 1 역
- 윤기창 : 박부장 경호원 2 역
- 손인용 : 궁정동 집사 역
- 박소윤 : 현해탄상사 여직원 역
- 이영용 : 침술원 한의사 역
- 김성철 : 이발사 역
- 장은채 : 화동소녀 역
- 유정호 : 어둠속 남자 역
- 정문용 : 택시기사 역
- 신하준 : 선두경호차 운전수 역
- 이승진 : 후미경호차 운전수 역
- 제리 렉터 : 주한미국대사 역
- 리 레오나드 : 존슨의원 역
- 스티브 크라머 : 청문회 위원장 역
- 마이클 존 데이비드 : 청문회 위원 1 역
- 데이빗 파이프 : 청문회 위원 2 역
- 파울 배틀 : 청문회 위원 3 역
- 제이미 호런 : 미군부대 의사 역
- 카림 벨카드라 : 프랑스 갱스터 1 역
- 에릭 베르나드 : 프랑스 갱스터 2 역
- 아이멘 데리아치 : 프랑스 갱스터 3 역
- 정원석 : 보안사 도청팀 역
- 오진석 : 보안사 도청팀 역
- 남승화 : 보안사 도청팀 역
- 유대식 : 보안사 도청팀 역
- 장의돈 : 보안사 도청팀 역
- 구윤회 : 보안사 도청팀 역
- 양재훈 : 보안사 도청팀 역
- 김동환 : 혁명파티 군장성 역
- 이광식 : 혁명파티 군장성 역
- 김병남 : 혁명파티 군장성 역
- 오대환 : 혁명파티 군장성 역
- 이충훈 : 혁명파티 군장성 역
- 이병관 : 혁명파티 군장성 역
- 김지성 : 혁명파티 군장성 역
- 박하균 : 혁명파티 군장성 역
- 이상철 : 혁명파티 군장성 역
- 김홍파 : 윤태호 역 (특별출연)

## 수상 목록
- 2020년 제56회 백상예술대상 영화부문 남자최우수연기상 (이병헌)
- 2020년 제56회 백상예술대상 영화부문 예술상 (김서희)
- 2020년 제25회 춘사영화제 남우조연상 (이성민)
- 2020년 제25회 춘사영화제 남우주연상 (이병헌)
- 2020년 제22회 우디네 극동 영화제 한국영화부문
- 2020년 제40회 한국영화평론가협회상 남우주연상 (이병헌)
- 2020년 제40회 한국영화평론가협회상 최우수 작품상 ((주) 하이브미디어코프, (주)젬스톤픽처스)
- 2020년 제40회 한국영화평론가협회상 영평 10선
- 2021년 제41회 청룡영화상 최우수 작품상 ((주) 하이브미디어코프, (주)젬스톤픽처스)

## 같이 보기
- 2020년 대한민국의 영화 목록
- 《그때 그사람들》 2005년 영화
- 《제4공화국》 문화방송 드라마
- 제4공화국
- 《코리아게이트》 서울방송 드라마
- 코리아게이트
- 김형욱 납치 암살 사건
- 부마 민주 항쟁
- 10·26 사건